# دیوید آگبونتوهاما
دیوید آگبونتوهاما (انگلیسی: David Agbontohoma؛ زادهٔ ۳۰ سپتامبر ۲۰۰۱) بازیکن فوتبال است.